# Sassari-Cagliari 1959
La Sassari-Cagliari 1959, decima edizione della corsa, si svolse il 1º marzo 1959 su un percorso di 225 km. La vittoria fu appannaggio del belga Edgard Sorgeloos, che completò il percorso in 5h43'08", precedendo gli italiani Vito Favero e Guido Carlesi.
Sul traguardo di Cagliari 51 ciclisti portarono a termine la competizione. 

## Ordine d'arrivo (Top 10)
| Pos. | Corridore           | Squadra                | Tempo    |
| ---- | ------------------- | ---------------------- | -------- |
| 1    | Edgard Sorgeloos    | Faema-Guerra           | 5h43'08" |
| 2    | Vito Favero         | Atala-Pirelli          | s.t.     |
| 3    | Guido Carlesi       | Molteni                | s.t.     |
| 4    | Pasquale Fornara    | EMI-Guerra             | s.t.     |
| 5    | Aldo Moser          | EMI-Guerra             | s.t.     |
| 6    | Nello Fabbri        | Bianchi-Pirelli        | s.t.     |
| 7    | Antonin Rolland     | L. Bobet-BP-Hutchinson | s.t.     |
| 8    | Guido Boni          | Tricofilina-Coppi      | s.t.     |
| 9    | Federico Bahamontes | Tricofilina-Coppi      | s.t.     |
| 10   | Giuliano Natucci    | Legnano-Pirelli        | s.t.     |